# Notobryon wardi
Notobryon wardi är en snäckart. Notobryon wardi ingår i släktet Notobryon och familjen Scyllaeidae. Inga underarter finns listade i Catalogue of Life.